# 吉田省三
吉田 省三（よしだ しょうぞう、1901年（明治34年）6月25日 - 1951年（昭和26年）8月16日）は、昭和期の司法官、弁護士、政治家。衆議院議員。神戸法曹界の重鎮。

## 経歴
兵庫県加西郡九会村（加西町を経て現加西市）で生まれる。1925年（大正14年）明治大学法律科を卒業した。
司法官を志し1928年（昭和3年）司法官試補に任官。1929年（昭和4年）神戸地方裁判所検事に就任し、その後、姫路区裁判所判事に転じた。
1945年（昭和20年）神戸市で弁護士を開業。1949年（昭和24年）1月の第24回衆議院議員総選挙で兵庫県第3区から民主自由党公認で出馬して当選し、衆議院議員に1期在任した。この間、衆議院法務委員などを務めた。1951年8月、第11回国会（臨時）召集当日に死去した。